# Bitwa pod Lutynią

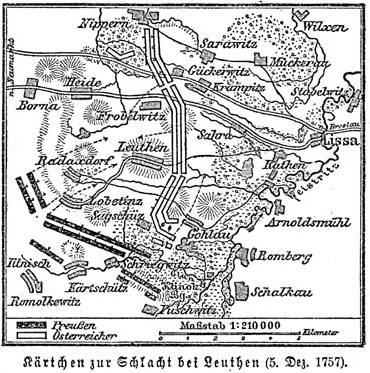
Plan Bitwy pod Lutynią

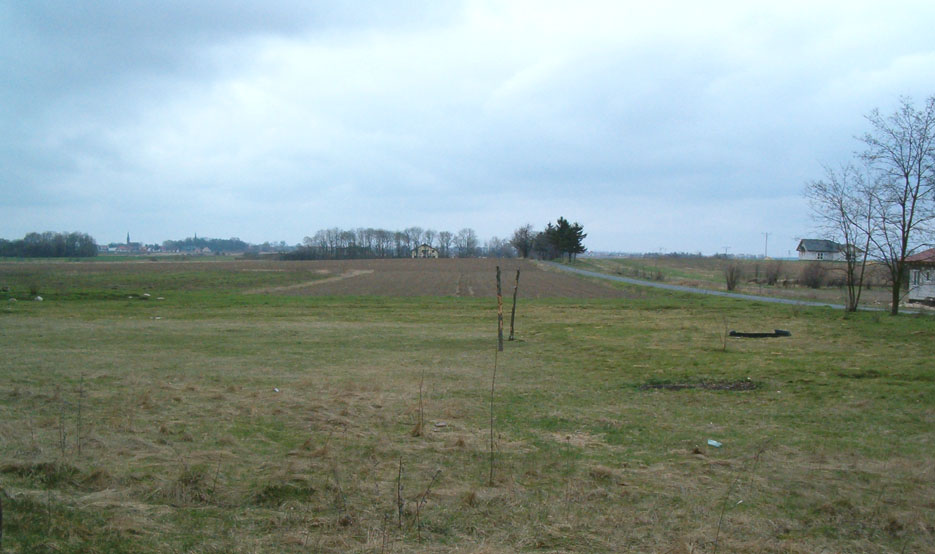
Teren (jego część) na którym rozegrała się bitwa pod Lutynią. Zdjęcie zrobione z miejsca pierwszych potyczek na południu, w kierunku północnym – w kierunku przesuwania się walk. Z lewej strony, na horyzoncie widoczna wieś Lutynia oraz wieże jej kościołów.

Bitwa pod Lutynią (niem. Schlacht bei Leuthen) – starcie zbrojne, które miało miejsce 5 grudnia 1757 roku w trakcie wojny siedmioletniej (III wojny śląskiej). Było to jedno z decydujących zwycięstw pruskich tej wojny, które zadecydowały, że Śląsk pozostał pod kontrolą Fryderyka II.

## Wstęp
Podczas gdy Fryderyk II prowadził kampanię w centralnych Niemczech, gdzie zadał klęskę połączonym armiom francuskiej i austriackiej w bitwie pod Rossbach, inne wojska austriackie powoli zajmowały Dolny Śląsk. Fryderyk II powrócił na Śląsk 28 listopada w celu odzyskania głównego miasta śląskiego, Wrocławia, niedawno zajętego przez siły austriackie.
Po przybyciu w okolice Lutyni natrafił on na dwukrotnie silniejszą armię wroga. Fryderyk II uświadomił sobie, że nadchodząca bitwa może przynieść mu albo wielkie zwycięstwo, albo wielką klęskę. Wodzowie austriackiej armii wcześniej dyskutowali nad tym, czy wyruszyć z Wrocławia na spotkanie Fryderyka II. Zwyciężyło zdanie Karola Lotaryńskiego i w ten sposób bitwa doszła do skutku. Pogoda była mglista, zaś cały teren był w przeszłości obszarem ćwiczeń pruskiej armii, tak więc Fryderyk II znał go bardzo dobrze. Morale Prusaków było doskonałe po licznych zwycięstwach nad wrogami. Austriacy nie spodziewali się ponownego zastosowania przez Fryderyka II szyku ukośnego, który święcił swoje triumfy wcześniej pod Rossbach.

## Bitwa
Fryderyk II, zdecydowany wyrzucić Austriaków ze Śląska, posuwał się bezpośrednio w kierunku armii austriackiej, której centrum znajdowało się w okolicy Lutyni. Jej front rozciągał się na około 5 i 1/2 mili. Armia austriacka była tak rozciągnięta, żeby zapobiec wykonaniu przez Fryderyka uderzenia na flankę – jego ulubionej taktyki. Jednak w ostatecznym wyniku okazało się to poważnym błędem. Fryderyk II wysłał swą kawalerię do akcji na Bornę w celu zmylenia przeciwnika i upozorowania ataku na austriackie prawe skrzydło. Osłaniane przez kawalerię zdyscyplinowane kolumny piechoty Fryderyka II posuwały się w kierunku austriackiego lewego skrzydła.
Piechota szła na południe poza zasięgiem wzroku Austriaków, za linią niewielkich wzgórz. Książę Karol Lotaryński z wieży kościoła w Lutyni również niczego nie zauważył i zadecydował wysłać posiłki na prawe skrzydło, zamiast na zagrożone w rzeczywistości lewe. W pewnym momencie czoło dwóch znakomicie wyszkolonych pruskich kolumn przekroczyło austriacką lewą flankę. Potem plutony obu kolumn wykonały zwrot w lewo koło Łowęcic i cała pruska armia utworzyła linię bojową prawie prostopadłą do linii austriackiej. Prusacy wykonali manewr analogiczny do tego, jakiego używali starożytni Tebańczycy, atakując wroga z boku tzw. szykiem skośnym. W wieku XVIII, gdy dominowały działania liniowe, taki manewr flankujący był bardzo niebezpieczny dla przeciwnika. Najsłabsi żołnierze armii austriackiej zajmowali pozycje właśnie na lewej flance chronionej przez wzgórza.
Pruska piechota stanęła do walki w konwencjonalnym szyku dwóch linii, a następnie ruszyła naprzód, aby zrolować linię przeciwnika. Fryderyk II wykorzystał dwie okoliczności: po pierwsze książę Karol przesunął wcześniej kawalerię z lewego skrzydła na prawe, po drugie piechota lewego austriackiego skrzydła pochodziła po części z protestanckiej Wirtembergii. Pochodzący stamtąd żołnierze sprzyjali również protestanckim Prusakom. Po krótkiej wymianie ognia złamali oni szyki przed nadchodzącymi liniami pruskimi. Reszta piechoty austriackiej, pozostawiona na lewym skrzydle, znalazła się w silnym ogniu pruskich dział 12–funtowych i postępującej piechoty pruskiej. Wkrótce i ona złamała szyk.

Książę Karol pospiesznie ściągał siły z prawego skrzydła na lewe w celu utworzenia nowej linii bojowej wzdłuż wioski Lutynia (dawniej austriackie centrum). Austriacy próbowali powstrzymać nieprzyjaciela, ale ponieważ ich linia była tak długa, oddziały potrzebowały do półtorej godziny, aby dotrzeć na nowe pozycje. Pruska linia nie zatrzymywała się, atakując Lutynię przy wsparciu artyleryjskim. Prusacy po czterdziestu minutach ciężkich walk wzięli szturmem wioskę, podczas gdy artyleria obydwu armii ostrzeliwała się nawzajem. Teraz kawaleria austriacka, widząc eksponowaną linię pruską, uderzyła w celu obejścia jej z flanki i wygrania bitwy. Jednak pruska kawaleria rozbiła szarżę. Uderzenie kawaleryjskie wkrótce spadło na linię austriacką za Lutynią, powodując powszechne zamieszanie i wielkie spustoszenie. Linia austriacka załamała się. Bitwa trwała nieco ponad trzy godziny. Po ujrzeniu swej rozbitej armii pokonany książę Karol Lotaryński powiedział: 

Nie wierzę w to!

## Po bitwie
Kluczem do zwycięstwa w tej bitwie były manewry przedbitewne. Fryderyk II Wielki potrafił ukryć swe zamiary, osiągnąć zaskoczenie i przeprowadzić główne uderzenie w najsłabszym punkcie linii wroga. Austriacy zostali wyrzuceni do Czech, Śląsk pozostał przy Prusach. Było to najznakomitsze zwycięstwo Fryderyka II Wielkiego, które znów pokazało potęgę piechoty pruskiej. Wkrótce po bitwie Maria Teresa zażądała rezygnacji księcia Karola Lotaryńskiego.